# Muy feliz (película de 2023)
Muy feliz (título internacional: And, Towards Happy Alleys) es una película documental india de 2023 dirigida por Sreemoyee Singh.
La película fue seleccionada para competir en la sección oficial a la mejor película de la Competencia Internacional en la 24° edición del Buenos Aires Festival Internacional de Cine Independiente.

## Sinopsis
Inspirada por el cine y la poesía de Irán, una joven cineasta india emprende un viaje autorreflexivo para explorar la vida de los cineastas y las mujeres de Teherán.

## Premios y nominaciones
| Premio/Festival de Cine                                   | Fecha del evento                 | Categoría                                | Nominado  | Resultado | Ref.  |
| --------------------------------------------------------- | -------------------------------- | ---------------------------------------- | --------- | --------- | ----- |
| Buenos Aires Festival Internacional de Cine Independiente | 19 de abril al 1 de mayo de 2023 | Competencia internacional Mejor película | Muy feliz | Pendiente | [ 2 ] |